# Плоска Земя
Плоска Земя е древно вярване, според което планетата Земя има форма на чиния или диск. Много древни култури са приемали това предположение за истина, включително Гърция до класическия период, бронзовите и железните култури от Близкия изток до елинистичния период, Индия до периода гупта и Китай до XVII век.
Идеята за кълбовидна Земя възниква в гръцката философия с Питагор (VI век пр.н.е.), въпреки че повечето философи по това време поддържат модела на плоската Земя. Около 330 г. пр.н.е. Аристотел представя емпирични доказателства за кълбовидната форма на Земята. Оттогава идеята за кълбовидната Земя постепенно започва да се разпространява в елинистичния свят.
В днешно време псевдонаучни теории за плоската Земя се приемат от обособени общества, добиващи популярност чрез социалните мрежи.
През XIX век се разпространява историческият мит, че през средновековието преобладава представата за плоска Земя. Това убеждение възниква поради романа на Уошингтън Ървинг „Животът и пътешествията на Христофор Колумб“, издаден през 1828 г., в който се разказва, че известният мореплавател предприел своето пътешествие, за да докаже, че Земята не е плоска и в отговор срещнал съпротива от духовенството. По-нататъшни изследвания на средновековната наука показват, че повечето учени през този период са поддържали идеята, че Земята е кълбовидна. Изследвания на историческите връзки между науката и религията показват, че теориите за техния взаимен антагонизъм не вземат предвид случаите на взаимна подкрепа.
Историкът Инка Гарсиласо де ла Вега (1539 – 1616 г.) смята, че хората, твърдящи, че Земята е плоска, трябва да бъдат оборени с помощта на свидетелствата на онези, обиколили планетата.